# Batalla de Sacsayhuamán
Las batallas de Sacsayhuamán (1536), ocurridas durante el sitio del cuzco, fueron una serie de enfrentamientos casi sucesivos entre los ejércitos cuzqueños (entiéndase por «cuzqueños» a los incas leales a Manco Inca) contra las fuerzas aliadas conformadas por españoles, sus tropas de indígenas auxiliares y nobles incas rebeldes o colaboracionistas.  
En la recia lucha cae Juan Pizarro, hermano de Francisco y Hernando, producto de una fuerte pedrada arrojada desde uno de los torreones de la fortaleza. Muchos españoles cayeron de la misma forma y tuvieron que ser retirados de la lucha en dirección al Cuzco.  
La lucha había sido tan intensa que comenzó a disminuir el número de flechas y piedras que llovían de la fortaleza. El agua, así mismo, empezó a escasear y el ánimo de los cusqueños comenzó a decaer. El sumo sacerdote inca Vila Oma dispuso que se abandone la lucha, pero muchos capitanes decidieron permanecer ahí. Uno de ellos fue el conocido «Cahuide» o llamado por otros «Inca Cullash», que murió tras lanzarse desde lo alto de la torre de Muyucmarca para no caer en manos del enemigo.  
Finalmente, Hernando consiguió retomar el control de la fortaleza, con lo que se contuvo en algo el ímpetu de los sitiadores, mas no la intención, puesto que el acecho al Cuzco siguió por muchos meses más desde la fortaleza de Ollantaytambo hasta 1540.  

## Primera batalla de Sacsayhuamán
Manco Inca inicia la guerra de reconquista en abril de 1536 y se fijó como primer objetivo la captura de la fortaleza de Sacsayhuamán, como punto de apoyo para iniciar con ello el sitio del Cuzco. Los españoles habían dejado la defensa de la fortaleza a sus aliados cañaris, liderados por el yanacona Chilche, quien acaudillaba a varios de los mejores regimientos de auxiliares indígenas.  
El Inca encargó la toma de la fortaleza a «un capitán con mucha gente», Vila oma, quien cumpliría la orden del soberano desalojando a los yanaconas de Sacsayhuamán; derrotando además a una pequeña compañía de caballería liderada por el propio Hernando Pizarro, quienes cargaron intentando evitar la toma de la fortaleza pero tuvieron que retirarse ante una lluvia de proyectiles disparados desde «un alto a donde los caballos no podían subir ni pelear».Por su parte Juan Pizarro, acompañado de su hermano Gonzalo y por el capitán Hernando de Ponce, realizaron un violento ataque para retomar Sacsayhuamán y en esta acción es herido en la quijada Juan Pizarro. Por su lado, las tropas aliadas en la ciudad, dirigidas por el príncipe Páscac Inca, hermano de Huayna Cápac y tío de Manco Inca, y la mitad de los españoles resistían el ataque de miles de cusqueños que atenazaban la plaza por sus cuatro costados e iban tomando una a una las calles aledañas.
Un testimonio español narra que: "Entretanto que esto pasaba, los indios amigos, que estaban en la fortaleza, escaramuzaban con los contrarios a la parte de ella, defendiéndose la ladera; mas como el número de los enemigos era grandísimo, tomáronles lo alto de la cuesta y desampararon la fortaleza, viniendo huyendo por la ladera que está a la parte de la ciudad." 
Según el relato de un soldado español anónimo, Vila oma ocupó la fortaleza y en los dos torreones de Sacsayhuaman «lucían en las astas de las lanzas muchas banderas y pendones de victoria». Desde ahí se inició lo que sería el sitio del Cuzco (un cerco cuzqueño que duró varios meses y en el cual las tropas atacantes eran entre 20 000 y 30 000 hombres, mientras que la ciudad era defendida por 200 españoles, varias decenas de miles de auxiliares, entre quienes se encontraban chachapoyas, cañaris, huancas y nicaraguas; además de esclavos negros de guerra).

## Segunda batalla de Sacsayhuamán
La derrota en la fortaleza fue un duro golpe para los sitiados, en especial para el impetuoso Juan Pizarro, quien se sentía culpable de esa perdida por su descuido de no poner españoles y armas hispánicas en custodia de aquellos bastiones incaicos, por lo que exigió dirigir un contraataque pese a que se encontraba herido y debido a las muchas vendas en la cara no podía usar el casco.
Por su parte, los incas venían estrechando el cerco del Cuzco y los castellanos solo tenían en su poder la plaza de Aucaypata, y un poco más. En aquellos combates otros dos españoles serían capturados por los cuzqueños, tras derribarlos de sus caballos. Aquellas bajas se sumarían a otros 30 españoles muertos desde el inicio de la guerra.
Hernando Pizarro reagrupa a sus hombres y consulta con el príncipe Páscac Inca un plan para tomar la fortaleza. Fue así como de un momento a otro, Juan Pizarro, seguido de sus mejores tropas de españoles, sus negros esclavos y de sus aliados indígenas, inicia la primera parte de la operación que era romper la albarrada de piedras o gran pirca levantada por los sitiadores, la cual rompen finalmente empleando el esfuerzo de aliados e incluso empleando el pecho de sus caballos. A continuación los españoles salen del cerco con una tropa de caballería y peones selectos, llevando además una tropa de aliados e infaltables negros de guerra, «a todo correr».
El capitán español dirige a sus tropas hacia el camino a la recién fundada Lima y tal acción provocó en los comandantes cusqueños una súbita alegría por pensar que los españoles emprendían la huida y motivando su división entre quienes intensificaron luego el ataque sobre quienes habían quedado en el recinto de la ciudad y la mayoría, quienes se dedicaron a perseguir en desorden a las huestes de Juan Pizarro.
Según la crónica de Tito Cusi Yupanqui los jefes incas gritaban: "¡A que se van a Castilla! ¡A que se van a Castilla. Atajadlos!". Luego descendieron atropelladamente los cusqueños en persecución de sus enemigos "y así todo el cerco que estaba hecho se deshizo-prosigue Tito Cusi- los unos de su seguimiento, los otros a atajarlos; algunos a dar aviso a los guardias de los puentes, porque no se pudiese escapar ninguno por ninguna parte".
Una vez roto el cerco, habiendo corrido casi una legua y viendo que los perseguía tanta gente, los españoles «volvieron a dar rienda a sus caballos e hicieron una vuelta por un cerro llamado Quencalla». La estrategia dio frutos, pues los incas que custodiaban los caminos de Sacsayhuamán al bajar a participar de la persecución desguarnecieron inadvertidamente las laderas de defensa de la fortaleza; circunstancia que aprovechó Juan Pizarro para escalar por la cuesta menos protegida, ante el estupor de los cusqueños que, viendo de abajo lo ocurrido, regresaron a la carrera a ocupar sus posiciones originales. Siempre con el respaldo de sus leales aliados indígenas y de los negros de guerra, los españoles libran una dura lucha contra los escasos infantes incaicos que habían quedado logrando llegar a la cumbre.
Vila Oma y Paucar Huaman, generales de los ejércitos incas, bajaron sobre la ciudad para terminar de derrotar a los españoles que habían quedado escondidos en ella, pero al ver a las tropas de Juan Pizarro subiendo a la fortaleza supusieron que estos habían derrotado a los soldados que mantenían ese lado del cerco y por evitar verse acorralados en su retaguardia abandonaron la ciudad y se retiraron en orden entrando en la fortaleza, «haciéndose fuertes en ella, porque es lugar muy aparejados para defenderse y ofender, y viéndose dentro, los españoles se retiraron, y ellos desde allí hacían grandísimo daño en los españoles y yndios amigos». Ante la oportuna situación y con el fin de lograr romper totalmente el cerco, Hernando Pizarro determinó con sus compañeros y con Pasac, además de todos sus auxiliares y esclavos negros que tenía, cercar la fortaleza por todas partes. Los ejércitos incaicos por su parte contraatacaron y es abatido Pedro de Oñate, uno de los capitanes españoles. Dos veces los españoles intentaron tomar la fortaleza y en ambas fueron rechazados ante la desesperada resistencia de los cuzqueños. Algunos castellanos fueron derribados de sus cabalgaduras en el entrevero de un combate que se libró sobre una enorme cantidad de cuerpos mutilados que cayeron en una zanja abierta en la llanura por los cuzqueños para contener las cargas de caballería. 
Rechazados dos veces, los españoles se vieron obligados a retirarse a las inmediaciones y Juan Pizarro y varios capitanes proyectaron realizar un asalto nocturno debido a que sabían, gracias a los yanaconas, que los incas carecían de experiencia en combates nocturnos. Por lo que a medianoche, los hermanos Juan y Gonzalo, seguidos de 50 jinetes y sus numerosas tropas de auxiliares, asaltaron por sorpresa los parapetos incas y ganaron la primera muralla. Un pizarrista anónimo narra que los incas "empezaron a echar tanta piedra que cuajaba el suelo y fue causa que los españoles se entibiaron y no pasaban adelante". La lluvia de flechas y piedras herían a todos por igual, cayó allí muerto otro español y muchos sufrieron heridas de gravedad pero los que se llevaron la peor parte fueron los indígenas amigos de los cristianos. Los aliados intentaron mantener el ímpetu del ataque y llegaron hasta la segunda muralla pero la situación se tornó insostenible para los españoles por lo que Gonzalo Pizarro ordena la retirada.
Juan Pizarro, que se encontraba en la reserva, vio cómo flaqueaban los suyos, y ante la indecisión de Gonzalo creyó llegada la hora de acudir a reforzarlos, pese a no poder usar su casco. Liderando a un grupo de peones cargó sobre los parapetos combatiendo contra los soldados incas sobre otra de las grandes zanjas cavadas para evitar a la caballería, la cual estaba repleta de muertos y moribundos pisoteados por gente de ambos bandos. Fue en aquel momento que una piedra, arrojada desde uno de los torreones de la fortaleza, dio en la cabeza descubierta de Juan Pizarro, el cual se desplomó mortalmente herido y agonizaría hasta morir quince días después. Muchos españoles cayeron de la misma forma y tuvieron que ser retirados de la lucha.
La algazara que se escuchó en el campo incaico al ver la caída de Juan Pizarro se prologó largo rato, disputándose muchos capitanes cuzqueños el honor de haberle acertado el hondazo, mientras cundía el pánico entre los atacantes indo-españoles. Gonzalo Pizarro intentó continuar la lucha pero fracasó «porque los cristianos aflojaban cada hora más», aún pese a que su aliado Pasac y sus hombres sostenían el combate ante un contraataque inca.
Como narra Murúa:

"Y entonces viendo la turbación de los españoles con el caso sucedido, no perdieron tan buena ocasión como se les ofrecía, salieron los yndios de la fortaleza con tanto coraje que desbarataron fuera de las cercas y torre de que se auían apoderado, tornando a ganárselas y mataron mucha numero de yndios amigos, en los cuales hartaron su saña y rabia".

Luego vendrían los festejos de la victoria en Sacsayhuaman con Inguill Inca y los sacrificios al sol con Villaoma, mientras en la ciudad los españoles curaban a sus numerosos heridos, sepultaban a sus muertos y reorganizaban a los aliados.

## Tercera batalla de Sacsayhuamán
La pérdida de Juan Pizarro y la moral victoriosa del ejército de Manco Inca causaron el pánico de los españoles del Cuzco, muchos de ellos propusieron huir de la ciudad antes de que los victoriosos incas cayeran sobre ellos y los exterminaran. Solo Hernando Pizarro, hombre de temple y coraje, quien no perdió la serenidad pese a que su hermano agonizaba en la ciudad, logró contener la crisis. Procurando sobreponerse a la adversidad tranquilizó a su temerosa hueste, exhortadores a a seguir la lucha planteándoles como alternativa de salvación preparar un nuevo ataque a Sacsayhuaman.
El cerco de la fortaleza no había terminado con la retirada de los españoles. Aún mantenían la lucha incansables incaicos rebeldes y yanaconas pro españoles, en los andenes que subían a la fortaleza, al frente de estos se encontraba Pasac Inca. Gracias a estos aliados, en el Cuzco los españoles respiraron con más tranquilidad, acordando en la madrugada apoyar el plan de Hernando. Les reanimó saber que los de Pasac Inca mantenían a las tropas de Manco casi encerrados en sus posiciones, "de suerte que por ningún lado les podía entrar socorro ni bastimento, de que tenían mucha necesidad."Habían ahora más posibilidades de recapturar la fortaleza, lo que - a decir de Hernando- constituía la única posibilidad de salvación.
El comando cuzqueño por su parte, conformado por Vila Oma, Inguill Inca, Paucar Huaman y Cahuide, discutían la delicada situación en que se encontraban, casi cercados y sin vislumbrarse la llegada de contingentes de apoyo. El Inca se encontraba en Yucay y fue una fatalidad el que no estuviera en Sacsayhuamán pues sus capitanes no llegarían a toman acuerdo común.
Al día siguiente, Hernando Pizarro había mandado construir escalas, cuatro en total, para cumplir sus planes y ordenando a su hermano Gonzalo controlar la salida  hacia Yucay, a fin de impedir la llegada de refuerzos, marchó al frente de casi todos los españoles que quedaban, seguidos de un numeroso contingente de aliados. Quedó al mando de la guarnición de la ciudad Gabriel de Rosas, con algunos españoles.
Una tropa de auxilio enviada por Manco no logró llegar a la fortaleza al tener que combatir contra las fuerzas de Gonzalo. Vila Oma, en lo alto de las murallas observó la retirada de esas fuerzas mientras en los muros los aliados Hernando y Pasac iban ganando rápidamente posiciones a las reducidas fuerzas incas. Tanto él como Paucar Huaman e Inguill Inca concluían que urgía la retirada, "visto por Vila Oma y Paucar Huaman como los apretaban los españoles en demasía", además de notar que la comida faltaba y era dificultoso conseguirla, y también carecían de agua y municiones suficientes. Mas no todos los defensores de Sacsayhuamán aprobaron esa resolución. Los nobles incas de mayor linaje, en torno a Cahuide, rechazaron retirarse proclamando con altivez que persistirían en la defensa de la posición hasta el último aliento, buscando además cumplir con fidelidad absoluta las órdenes del emperador Inca con la esperanza de esperar la llegada de los refuerzos. Vila Oma optaría finalmente por permitir a esos valientes obrar según su parecer mientras la mayoría de los defensores optarían por retirarse.
El momento propicio para la retirada del ejército de Vila Oma se escogió con el fin de que sus enemigos poco pudiesen hacer por contenerla, narra Murúa que los incas: 

"Aguardaron a que los españoles estuviesen mas descuidados al parecer, y así una tarde, poco después de comer, casi a la hora de visperas, salieron con grande impetu de la fortaleza y embistiendo a sus enemigos, rompiendo por ellos, se echaron con toda su gente por la cuesta abajo hacia Capi y subieron por Carmenca".

Manco Inca recibiría a sus partidarios con gran pesar e ira, no aprobó la decisión tomada por Vila Oma e Inguill Inca y se lamentó al saber que Cahuide y su escasa tropa habían quedado en Sacsayhuamán. Inmediatamente dispuso la partida de refuerzos las cuales no obstante no llegarían a tiempo a su destino por entablar combate con las numerosas partidas que los españoles y sus aliados habían concentrado en las salidas de Sacsayhuamán y del Cuzco. Inguill Inca, por su parte, pese a ser considerado por su hermano Manco como su representante en la guerra o Intiq Rantin, seguiría el mal ejemplo de Pasac, pasándose al bando de los españoles con parte de su gente.
Mientras tanto, Cahuide y dos mil fieles que habían quedado con él en Sacsayhuamán se parapetaron en los muros y las torres principales dispuestos a resistir hasta el final en una batalla a muerte que duraría aún varios días más. El noble y capitán inca, yendo de uno a otro frente, arengaba a sus tropas para no cejar en la lucha y los guiaba en la acción con su ejemplo. Dada la gran disparidad numérica, los españoles y sus yanaconas presionaron con mayor continuidad «embistiendo de golpe a la fortaleza por todas partes». Los yanaconas, ubicados en vanguardia por Hernando, se convirtieron en blanco de las piedras, lanzas y flechas que no dejaban de llover desde los torreones; algo atrás, a cubierto de los proyectiles, formaban mangas de arcabuceros españoles cuyos tiros abrían brechas sangrientas en la defensa cuzqueña. Poco a poco la artillería y el número de combatientes, junto con las escalas, decidirían el combate en los muros. Según Murúa:

"los de dentro se defendieron por grandísimo rato con temeraria obstinación, poniéndose a todo peligro sin temor de la muerte ni de los arcabuzazos que les tiraban."

Pese a la fiereza de la defensa inca la táctica de las escalas de Hernando los hizo retroceder. Se calcula que unos mil cuzqueños cayeron en la defensa de las murallas, no sin antes hacer espantoso estrago en sus rivales, principalmente en las fuerzas de Pasac Inca. 
En las afueras de Cuzco, mientras tanto, también se libraban encarnizados combates. Gabriel de Rosas, encargado del mando por Hernando, debió arriesgar su vida al entablar combate con el fin de rechazar el ataque de una fuerza incaica llegada por la ruta a Yucay: "En la ciudad también se peleaba y habían herido a Gabriel de Rosas con una flecha en las narices que le llegó al paladar; (y) derribaron de dos pedradas a Alonso de Toro". Pese a esto, esos refuerzos serían rechazados no sin dificultad.
Aún con varios factores en contra, la defensa de Sacsayhuamán se prolongaría algún tiempo. Desde las torres más altas los incaicos liderados por Cahuide rechazarían varios ataques enemigos y las escaramuzas se prolongarían más de lo previsto por Hernando que no lograría capturar los torreones ni siquiera con las escalas, gran cantidad de yanaconas pagarían con su vida tales intentos.
Para evitar seguir sacrificando a sus tropas Hernando logró idear una estrategia: observó que el número de defensores iba reduciéndose, así como la cantidad de armas, además de estar escasos de alimento, pero atacarlos de inmediato provocaría que las porras y las lanzas incas continúen barriendo a los aliados. Por lo que decidió rendir a las tropas de Cahuide por hambre y sed afirmando (según Pedro Pizarro, cronista y testigo de los hechos) que "no se les podía ganar si no era por sed".Pero, «contra cualquier lógica, dos o tres días más persistieron los incaicos en la defensa heroica de sus torreones» y con gran asombro de los españoles rechazaron repetidamente las intimaciones de rendición que Hernando les hacía llegar a través de intérpretes.  
Finalmente, suponiendo que los soldados de Cahuide estarían agotados por la sed y el hambre, Hernando lanzó contra los dos torreones a todos sus efectivos. En el primer torreón los españoles descubrieron que la mayoría de sus defensores se hallaban tendidos en el suelo «más muertos que vivos». En tal desesperada situación varios orejones antes de ser capturados prefirieron suicidarse arrojándose desde las paredes más altas del recinto. Quedaba solo el segundo torreón donde se hallaba el temible Cahuide, quien llevaría hasta el sacrificio de su vida el juramento de fidelidad que meses atrás hizo ante Manco Inca de luchar a muerte contra los opresores de su raza.
El ataque al torreón se realizó por tres partes. Cahuide, armado con una adarga en el brazo y una espada en la mano, con una porra en la mano de la adarga y un morrión en la cabeza, «armas todas que cogiera de los cristianos en anteriores encuentros», no dejaba ni un instante de animar a sus ya desvalecientes guerreros andando "como un león de una parte a otra del cubo, en lo alto de todo, estorbando a los españoles que querían subir con escalas". Con su ejemplo la lucha por el torreón se prolongó, esforzándose a toda costa de impedir la llegada de los enemigos hasta sus posiciones como narraría un pizarrista anónimo: "avisándole que subía algún español por alguna parte, aguijaba a él como un león con la espada en la mano y embrazada la adarga", ni siquiera las heridas recibidas pudieron amenguar su singular arrojo, pues "en este tiempo le dieron dos saetadas e hizo tan poco caso de ellas como si no le tocaran".
Narra ahora un testigo anónimo almagrista que los soldados incaicos, que "serían los indios que mataron hasta dos mil hombres", realizaron increíbles esfuerzos por repeler los ataques por todos lados hasta que al final quedaron "todos muertos"; salvo Cahuide quien "se defendió muy bien gran rato después". Sigue la narración del anónimo almagrista que los capitanes españoles, admirados de tan singular bizarría, le rogaron "que cediese" ofreciéndole toda clase de garantías, mas vieron turbados a Cahuide rechazar furioso, e insultándolos, tales demandas.Finalmente, "visto este orejón que se lo habían tomado por dos y tres partes el fuerte", "arrojó una porra que tenía en las manos a Hernando Pizarro" y, hecho esto, "se echó del alto de la fortaleza abajo, para que no triunfasen de él". 
En total sucumbieron más de tres mil incaicos, según testimonio de uno de los cristianos combatientes. Los españoles no dejaron de observar que gracias a los aliados lograron obtener la victoria. Titu Cusi Yupanqui, cronista y rey Inca, también puso especial énfasis en el rol de los yanaconas:

"por la mucha gente de indios que favorecían a los españoles, entre los que estaban dos hermanos de mi padre, llamados el uno Inguil y el otro Haipar, con mucha gente de su bando y chachapoyas y cañaris"
Titu Cusi Yupanqui

Miles de esos aliados nativos perecieron en una lucha que ningún provecho habría de reportarles, mientras que entre los españoles, principales favorecidos de la guerra fratricida, solo murieron dos soldados anónimos aunque la mayoría terminaron heridos. 
Según Pedro Pizarro, aproximadamente un mes duró Sacsayhuamán en manos incas y los españoles le pondrían una guardia de cincuenta castellanos capitaneados por Juan Ortiz, "porque no sucediese otro gran descuido de perderla".Con ese triunfo los españoles verían con mayor optimismo el futuro de la guerra aunque aún faltarían ocho años de guerra de Reconquista y varios sitios antes de que Manco Inca finalmente se retirase a su reino en Vilcabamba.

## Nota
1. ↑  Pedro de Oñate había ejercido cel cargo de Alcalde de Cusco. Fue uno de los treintaitantos españoles caídos en los días iniciales de la sublevación. En total murieron mas de mil cristianos.